# كاثلين أونغر
كاثلين أونغر (بالإنجليزية: Kathleen S. M. Unger)‏ هي محامية أمريكية، ولدت في القرن العشرين في لوس أنجلوس في الولايات المتحدة.